# Allotropa
Allotropa is een geslacht van vliesvleugelige insecten uit de familie Platygastridae.

## Soorten
- A. antennalis Buhl, 2001
- A. conventus Maneval, 1936
- A. europus (Walker, 1838)
- A. helenae (Kozlov, 1976)
- A. jacobsoni Oglobin, 1926
- A. mecrida (Walker, 1835)